# Pierre Anastase Torné
Pierre Anastase Torné, né le 21 janvier 1727 à Tarbes et mort le 12 janvier 1797 au même lieu, fut un prélat et un homme politique français, évêque constitutionnel du Cher.  

## Biographie

### L'abbé Torné
Fils d'un avocat, Torné embrasse la prêtrise en tant que doctrinaire, et enseigne la philosophie au collège doctrinaire de Toulouse. Il revient ensuite à Tarbes où il devient professeur au collège de cette ville. En 1757, il rédige un ouvrage à succès: Les leçons élémentaires de calcul et de géométrie.
Il part ensuite pour le nord du royaume et devient chanoine auprès de la cathédrale d'Orléans, puis prêche le Carême à Versailles en 1764. Il est aussi aumônier du roi Stanislas à Nancy. En 1774, il prononce l'oraison funèbre de Louis XV. Ami des philosophes, il entretient une correspondance avec Jean-Jacques Rousseau. 

### L'évêque révolutionnaire

#### Lutte contre le clergé réfractaire
En 1789, il se rallie avec enthousiasme aux idées révolutionnaires. Lié à Barère, il monte à Paris et fréquente le Club des Jacobins. 
Quelque temps après, il est élu évêque constitutionnel du Cher et prend ses fonctions le 8 mai 1791. Le nouveau prélat s'engage aussitôt en politique et devient l'un des chefs du parti patriote de Bourges, jouissant d'une grande popularité. S'appuyant sur la municipalité pro-jacobine, il s'oppose au directoire du département d'inspiration monarchienne. 
Le 1er août, il rédige une proclamation restreignant considérablement l'exercice du culte par les prêtres réfractaires. Plutôt hostile à la Constitution civile du Clergé, le directoire du département inspiré par l'abbé de Vélard et le comte Bonneau d'Houet tente d'empêcher l'application de cette décision. S'ensuit une période de troubles assez importants. Finalement Torné ne parvient pas à réduire l'influence des insermentés, mais en contrepartie remporte une victoire politique contre le directoire. Celui-ci est bientôt contraint de démissionner en septembre.

#### Député à la Législative
Le 31 août 1791, l'évêque Torné est élu député du Cher à la Législative, le premier sur six, avec 269 voix sur 296. Cette élection consacre sa suprématie politique sur le département.
À Paris, il est membre des comités des domaines et l'instruction publique, et siège à gauche. Le 3 novembre, il est élu secrétaire de l'Assemblée. Ses interventions à la tribune sont assez nombreuses. Il prend la parole pour défendre la liberté de culte, et le 5 avril 1792 demande la suppression des costumes ecclésiastiques. En juin 1792, il réclame la mise en accusation de La Fayette. 
Le 3 septembre 1792, Torné est l'un des commissaires envoyés auprès des sections de Paris, pendant les massacres de septembre.

#### Retour à Bourges
Peu après, il est largement réélu à la Convention nationale, mais refuse ce nouveau mandat et est remplacé par Jacques Pelletier.
De retour dans le Cher, l'évêque est élu en novembre membre puis président du Conseil général du département du Cher, ce qui fait de lui l'homme politique le plus important de la région. Avec le procureur-général-syndic Heurtault de Lammerville; il se rallie sans réserve à la Convention montagnarde. Fin septembre 1793, ils réclament la venue du représentant en mission Laplanche afin de renforcer l'emprise du gouvernement révolutionnaire dans le département.
En novembre 1793, Torné quitte la prêtrise et se marie à 66 ans, avant de divorcer assez rapidement. Peu après, la loi du 14 frimaire an II supprime les conseils de département et le laisse donc sans fonction officielle.

### Fin de vie à Tarbes
Il quitte Bourges et revient à Tarbes, où il obtient un poste de bibliothécaire à l’École Centrale, ce qui lui permet de sauver de nombreux manuscrits de la tourmente révolutionnaire. Il devient l'un des chefs des jacobins locaux ainsi que l'homme-lige de son ami Jean-Pierre Barère, député du lieu. 
Logé par un ami car rejeté par sa famille, l'ancien évêque meurt oublié en 1797, à l'âge de soixante-dix ans.

## Postérité
- Une rue de Tarbes porte son nom.